# Robert Hunter (politico)
Robert Hunter (Edimburgo, bap. ottobre 1666 – Giamaica, 31 marzo 1734) è stato un politico, militare e drammaturgo scozzese, che fu vice governatore della Virginia, governatore del New Jersey, di New York e della Giamaica, incarichi tutti ricoperti tra il 1707 e la morte.

## Biografia

### Infanzia e giovinezza
Robert Hunter nacque dall'unione fra James Hunter, un avvocato scozzese, e la moglie Margaret Spalding, a Edimburgo, nell'allora Regno di Scozia, nel 1666. Fu apprendista in una farmacia, prima di fuggire dalla Scozia per arruolarsi nella British Army, nel 1689. Fu nominato ufficiale, e, nello stesso periodo sposò una donna d'alto rango. Nel 1707 venne nominato governatore della Virginia, ma, durante il viaggio per raggiungere la colonia, venne catturato da corsari francesi, che lo tennero prigioniero in Francia. Al suo posto venne nominato Alexander Spotswood. Hunter restò recluso sino al 1709, quando fu oggetto di uno scambio politico: gli inglesi riconsegnarono Jean-Baptiste de La Croix de Chevrières de Saint-Vallier, Vescovo di Québec, che era stato fatto prigioniero nel luglio 1704 ai francesi, i quali liberarono Robert Hunter.

### Governatore del New Jersey e di New York
Hunter fu nominato dalla regina Anna governatore del New Jersey nel 1710, andando così a sostituire il vice governatore Richard Ingoldesby. Salpò verso le colonie con oltre tremila esuli palatini, destinati a diventarne colòni. Nel 1715 sostenne la coniazione locale di monete di rame, ma re Giorgio I negò tale possibilità. Hunter fu in carica sino al 1720, quando venne sostituito da Lewis Morris.
Contemporaneamente all'ufficio di governatore del New Jersey, Robert Hunter svolse anche le funzioni di governatore di New York. Infatti, nel giugno 1710 sostituì il vice governatore Richard Ingoldesby. al 1719, quando venne sostituito da Pieter Schuyler.

### Governatore della Giamaica
Hunter fu anche governatore della Giamaica dal 1728 alla morte, avvenuta il 31 marzo del 1734. Al decesso venne sostituito nell'incarico da John Ayscough, che, a sua volta, era stato il predecessore di Hunter.
La filosofia amministrativa di Hunter era che "i veri interessi del popolo e del governo sono gli stessi, se il governo è un governo di diritti."

## Attività drammatica
Robert Hunter fu anche un commediografo: la sua commedia più famosa, Androboros, risulta essere la più antica commedia mai scritta e pubblicata nel Nuovo Mondo. Hunter la scrisse nel 1714, durante il mandato di governatore del New Jersey di New York. In quest'opera, Hunter si prese velatamente gioco di vari suoi avversari politici.